# Nicola Iacobacci
Nicola Iacobacci (Toro, 18 novembre 1935 – Campobasso, 19 maggio 2018) è stato un poeta e letterato italiano.
È stato uno dei maggiori esponenti della poesia e della letteratura molisana contemporanea. Laureato in giurisprudenza presso l’Università di Napoli "Federico II", non ha mai esercitato la sua professione. È stato docente di lingua francese in diverse scuole medie della provincia di Campobasso. Dopo un precoce pensionamento, si è dedicato a tempo pieno all’attività letteraria.

## Opere[1]
Oltre a innumerevoli saggi critici e letterari e antologie scolastiche, ha pubblicato dapprima diverse raccolte poetiche che hanno riscosso subito l’approvazione della critica locale e di quella italiana in generale. Tra queste: L’orma sull’asfalto (1965), Rocce di tufo (1969), Coste San Rocco (1974), Sotto il barbacane (1976), La pietra turchina (1978), Il passo dello scorpione (1980), Il diavolo senza corna (1982), Di/spero. Parole al muro (1985), Il lucchetto cifrato (1987), La parabola del volo (1992), La baia delle tortore (1998). È autore di due drammi in versi, Nicla (1997) e Il marchio sulla guancia (2005), di due monologhi, Le radici del silenzio (1989) e Monologo a quattro voci (1996), e dei romanzi La tela dei giorni (1987), L’unghia incarnita (1992), Hàmichel (1995) e L’albero dei briganti (2002).

## Poesie
Il primo volume di liriche dal titolo L’orma sull’asfalto, vede la luce per i tipi della Casa Editrice Molisana (Campobasso) nel 1965 con prefazione a firma del saggista Francesco Fiumana, fondatore della rivista La Procellaria. Per il poeta Iacobacci detta Rivista costituì un vero e proprio trampolino di lancio non solo per aver pubblicato in essa importanti recensioni ma anche perché gli permise di stringere sincera amicizia con alcuni membri del Comitato di Redazione, in particolare con Orazio Locatelli, il quale con il tempo diventerà uno dei più attenti critici della sua opera.
Quattro anni più tardi, nel 1969, la stessa Casa Editrice Molisana pubblica il secondo volume, Rocce di tufo, che comprende sessantacinque liriche. La critica intuisce subito che con quest’opera il poeta comincia ad acquisire la voce e lo stile adeguati a una ispirazione sempre più intima e personale, che finirà per caratterizzare tutta la sua produzione futura. 
Con Coste San Rocco, infatti, (1974), Massimo Grillandi che cura la Prefazione, mette in risalto che dai versi di Iacobacci comincia a scaturire “un tipo di poesia più casto, rattenuto, meno gridato, più esposto ai rischi di un azzardo personale”.
Sarà comunque con Sotto il barbacane (1976), la quarta raccolta, che prende il nome da un’antica via della sua Toro nativa, e che quindi descrive in buona misura la vita del paese, quando il poeta si abbandona, per dirlo con le parole di Carlo Saggio, a “una sorta di apertura cosmica della fantasia e del canto; a tratti quasi anche (a) una filosofia della vita, non raccolta in un semplice e intellettuale conoscere, ma in un immergersi nel flusso infinito e viverlo, accettando anche, serenamente, la morte, come un momento necessario di quel fluire perenne [...]"
A distanza di due anni l’una dall’altra, seguiranno altre tre raccolte, La pietra turchina (1978), Il passo dello scorpione (1980) e Il diavolo senza corna (1982), le quali consolideranno i giudizi positivi della critica che lo elevano a poeta originale e universale. 
Nel 1985 vede la luce Di/spero. Parole al muro. Nella sua testimonianza critica Giorgio Bàrberi Squarotti fa osservare che in questo nuovo libro rispetto alle opere precedenti si nota “un senso di raggiunta saggezza della vita, che si manifesta nella fermezza del segno, nell’andamento meditativo, nella scansione così piena d’agio e di quieta serenità dei testi“. Elementi che verranno approfonditi prima con Il lucchetto cifrato (1987), poi con La parabola del volo (1992) e diversi anni dopo, nel 1998, con La baia delle tortore, l’ultima raccolta di liriche di Nicola Iacobacci.
La poesia comunque continua ad essere presente sotto forma di drammi, di cui si ricordano Nicla del 1997, e Il marchio sulla guancia del 2005 che segna anche la fine assoluta della sua produzione letteraria a causa di una sopraggiunta malattia che lo allontanerà da tutto e da tutti, fino alla morte, sotto l’attenta e amorevole cura della moglie Piera, soggetto di tantissime ispirazioni.

## Monologhi
Nel 1989 pubblica il monologo Le radici del silenzio, e alcuni anni più tardi, nel 1996, il Monologo a quattro voci per i tipi di Marinelli Editore (Isernia), giudicati dall’eterno critico di Nicola Iacobacci, Giorgio Bàrberi Squarotti, "una straordinaria prova di Morte e risurrezione della scrittura, ripassando attraverso quell’oralità che fu il primitivo e originario modo di essere della letteratura”. 

## Romanzi
Nicola Iacobacci è anche autore di quattro romanzi. Il primo del 1987, intitolato La tela dei giorni, è ispirato alla vita, ai miti e alle leggende di Toro, il suo paese di nascita e di infanzia. Nel 1992 vede la luce per i tipi dei Fratelli Conte Editori di Napoli L’unghia incarnita, in qualche modo anche esso autobiografico, concepito per gli studenti delle scuole superiori anche per la drammaticità e la crudezza di alcuni dei temi trattati: tradimenti passionali, vendette, morti.
Ma l’opera che sicuramente lo consacra come romanziere di alto volo è Hàmichel, pubblicata alcuni anni più tardi, nel 1996, con un’esauriente introduzione del critico e saggista Giovanni Mascia.  Quest’opera è stata tradotta in spagnolo con lo stesso titolo a cura di Michele Castelli, uscendo al pubblico per i tipi di Once Editor (Caracas - Venezuela) nel 2006.
Infine, L’albero dei briganti, del 2002, conclude la produzione in prosa di Nicola Iacobacci, ispirata a una leggenda del luogo di nascita. Si tratta di una prosa poetica che sintetizza tutte le tecniche sperimentate negli scritti precedenti, tanto che qui abbondano le analogie e le metafore così care al poeta.

## Altre attività
Nicola Iacobacci ha pubblicato articoli e recensioni su riviste e giornali nazionali e internazionali, collaborando in particolare con La Voce d’Italia di Caracas. In Venezuela, a cura di Michele Castelli, sono usciti due volumi di liriche tradotte in spagnolo, mentre una vasta selezione di poesie sono state proposte ai lettori francofoni da Patrice Dyerval Angelini, traduttrice di Montale in Francia, nel volume Volonté d’ȇtre.
Infine, è già pronta per la stampa una monumentale monografia dal titolo Il poeta del Molise, vita e opere di Nicola Iacobacci, scritta a quattro mani da Giovanni Mascia e Michele Castelli, con la presentazione di Giambattista Faralli. In essa sono analizzate e commentate non solo le opere del poeta, ma vengono raccolti anche gli scritti dei principali critici che ne hanno studiato il percorso letterario.